# Psáthi (Kímolos)
Psáthi, en grec moderne : Ψάθη, est un village de l'île de Kímolos, en Égée-Méridionale, Grèce.
Selon le recensement de 2011, la population du village s'élève à 19 habitants.